# Birchington-on-Sea
Birchington-on-Sea (även enbart: Birchington) är en ort och civil parish i grevskapet Kent i sydöstra England. Orten ligger i distriktet Thanet vid Nordsjökusten, cirka 5 kilometer väster om Margate. Civil parishen hade 10 395 invånare vid folkräkningen år 2021.